# Kosta Barbarouses
Kosta Barbarouses (Wellington, 19 de febrero de 1990) es un futbolista neozelandés que juega delantero en el Western Sydney Wanderers F. C. de la A-League australiana.

## Carrera
Hizo su primera aparición en el Wellington Olympic en 2006, en el club hizo 16 goles en 24 partidos, siendo transferido al Wellington Phoenix en 2007. En el club de la A-League australiana jugó 21 partidos y marcó 2 goles. En 2008 estuvo a préstamo en el Macarthur Rams, donde disputó 9 partidos con 1 tanto convertido. En 2010 abandonó el Wellington Phoenix y pasó al Brisbane Roar, con el que ganó la A-League 2010/11. En 2011 viajó a Rusia para integrarse al Alania Vladikavkaz. Jugó una sola temporada allí, y en 2012 fue cedido a préstamo por un año al Panathinaikos FC griego. Al término de la cesión, rescindió su contrato con la entidad rusa y regresó a la A-League, firmando por tres años con el Melbourne Victory, donde se proclamó campeón la A-League 2014-15 y de la FFA Cup 2015, donde fue escogido mejor jugador de la final. En 2016 regresó al Wellington Phoenix, aunque luego de la temporada 2016-17, rescindió su contrato y volvió a firmar con el Victory.

### Clubes
| Club                             | País          | Año       |
| -------------------------------- | ------------- | --------- |
| Wellington Olympic               | Nueva Zelanda | 2006-2007 |
| Wellington Phoenix F. C.         | Nueva Zelanda | 2007-2010 |
| Macarthur Rams (a préstamo)      | Australia     | 2008      |
| Brisbane Roar F. C.              | Australia     | 2010-2011 |
| F. C. Alania Vladikavkaz         | Rusia         | 2011-2013 |
| Panathinaikos F. C. (a préstamo) | Grecia        | 2012-2013 |
| Melbourne Victory F. C.          | Australia     | 2013-2016 |
| Wellington Phoenix F. C.         | Nueva Zelanda | 2016-2017 |
| Melbourne Victory F. C.          | Australia     | 2017-2019 |
| Sydney F. C.                     | Australia     | 2019-2022 |
| Wellington Phoenix F. C.         | Nueva Zelanda | 2022-2025 |
| Western Sydney Wanderers F. C.   | Australia     | 2025-     |

### Selección nacional
Fue el capitán neozelandés en la Copa Mundial Sub-17 de 2007, jugando los 3 partidos de la fase de grupos. Para la selección sub-20 participó en el Campeonato de la OFC 2008, torneo eliminatorio a la Copa Mundial Sub-20 de 2009, en el que Nueva Zelanda quedó eliminado. 
En la selección mayor fue convocado para la Copa de las Naciones de la OFC 2008, 2012 y 2016, proclamándose campeón tanto en 2008 como en 2016, además de figurar en la lista de los futbolistas sub-23 neozelandeses que jugaron los Juegos Olímpicos de Londres 2012. En 2017 fue convocado para la Copa FIFA Confederaciones.

#### Partidos y goles internacionales
| Partidos y goles internacionales | Partidos y goles internacionales | Partidos y goles internacionales   | Partidos y goles internacionales | Partidos y goles internacionales | Partidos y goles internacionales           | Partidos y goles internacionales |
| #                                | Fecha                            | Estadio                            | Rival                            | Resultado                        | Competición                                | Gol(es)                          |
| -------------------------------- | -------------------------------- | ---------------------------------- | -------------------------------- | -------------------------------- | ------------------------------------------ | -------------------------------- |
| 2008                             |                                  |                                    |                                  |                                  |                                            |                                  |
| 1                                | 19 de noviembre                  | Churchill Park, Lautoka            | Fiyi                             | 0 – 2                            | Copa de las Naciones de la OFC 2008        |                                  |
| 2011                             |                                  |                                    |                                  |                                  |                                            |                                  |
| 2                                | 25 de marzo                      | Sports Center, Wuhan               | China                            | 1 – 1                            | Amistoso                                   |                                  |
| 3                                | 1 de junio                       | Invesco Field at Mile High, Denver | México                           | 0 – 3                            | Amistoso                                   |                                  |
| 4                                | 5 de junio                       | Adelaide Oval, Adelaida            | Australia                        | 0 – 3                            | Amistoso                                   |                                  |
| 2012                             |                                  |                                    |                                  |                                  |                                            |                                  |
| 5                                | 29 de febrero                    | Mount Smart, Auckland              | Jamaica                          | 2 – 3                            | Amistoso                                   |                                  |
| 6                                | 23 de mayo                       | BBVA Compass, Houston              | El Salvador                      | 2 – 2                            | Amistoso                                   | 1 (1)                            |
| 7                                | 26 de mayo                       | Cotton Bowl, Dallas                | Honduras                         | 1 – 0                            | Amistoso                                   |                                  |
| 8                                | 2 de junio                       | Lawson Tama, Honiara               | Fiyi                             | 1 – 0                            | Copa de las Naciones de la OFC 2012        |                                  |
| 9                                | 4 de junio                       | Lawson Tama, Honiara               | Papúa Nueva Guinea               | 2 – 1                            | Copa de las Naciones de la OFC 2012        |                                  |
| 10                               | 6 de junio                       | Lawson Tama, Honiara               | Islas Salomón                    | 1 – 1                            | Copa de las Naciones de la OFC 2012        |                                  |
| 11                               | 8 de junio                       | Lawson Tama, Honiara               | Nueva Caledonia                  | 0 – 2                            | Copa de las Naciones de la OFC 2012        |                                  |
| 12                               | 10 de junio                      | Lawson Tama, Honiara               | Islas Salomón                    | 4 – 3                            | Copa de las Naciones de la OFC 2012        |                                  |
| 13                               | 7 de septiembre                  | Numa-Daly Magenta, Numea           | Nueva Caledonia                  | 2 – 0                            | Clasificación Copa Mundial de 2014         |                                  |
| 14                               | 11 de septiembre                 | North Harbour, Auckland            | Islas Salomón                    | 6 – 1                            | Clasificación Copa Mundial de 2014         | 1 (2)                            |
| 15                               | 16 de octubre                    | Pater Te Hono Nui, Papeete         | Tahití                           | 2 – 0                            | Clasificación Copa Mundial de 2014         |                                  |
| 16                               | 16 de octubre                    | AMI Stadium, Christchurch          | Tahití                           | 3 – 0                            | Clasificación Copa Mundial de 2014         |                                  |
| 17                               | 14 de noviembre                  | Hongkou, Shanghái                  | China                            | 1 – 1                            | Amistoso                                   |                                  |
| 2013                             |                                  |                                    |                                  |                                  |                                            |                                  |
| 18                               | 22 de marzo                      | Forsyth Barr, Dunedin              | Nueva Caledonia                  | 2 – 1                            | Clasificación Copa Mundial de 2014         |                                  |
| 19                               | 26 de marzo                      | Lawson Tama, Honiara               | Islas Salomón                    | 2 – 0                            | Clasificación Copa Mundial de 2014         |                                  |
| 20                               | 5 de septiembre                  | Estadio Rey Fahd, Riad             | Arabia Saudita                   | 1 – 0                            | OSN Cup 2013                               |                                  |
| 21                               | 9 de septiembre                  | Estadio Rey Fahd, Riad             | Emiratos Árabes Unidos           | 0 – 2                            | OSN Cup 2013                               |                                  |
| 22                               | 15 de octubre                    | Hasely Crawford, Puerto España     | Trinidad y Tobago                | 0 – 0                            | Amistoso                                   |                                  |
| 23                               | 13 de noviembre                  | Azteca, México, D. F.              | México                           | 1 – 5                            | Clasificación Copa Mundial de 2014         |                                  |
| 24                               | 20 de noviembre                  | Westpac Stadium, Wellington        | México                           | 2 – 4                            | Clasificación Copa Mundial de 2014         |                                  |
| 2014                             |                                  |                                    |                                  |                                  |                                            |                                  |
| 25                               | 5 de marzo                       | Estadio Olímpico, Tokio            | Japón                            | 2 – 4                            | Amistoso                                   |                                  |
| 26                               | 8 de septiembre                  | Pakhtakor, Taskent                 | Uzbekistán                       | 1 – 3                            | Amistoso                                   |                                  |
| 27                               | 14 de noviembre                  | National Stadium, Nanchang         | China                            | 1 – 1                            | Amistoso                                   |                                  |
| 28                               | 18 de noviembre                  | 80th Birthday Stadium, Korat       | Tailandia                        | 0 – 2                            | Amistoso                                   |                                  |
| 2015                             |                                  |                                    |                                  |                                  |                                            |                                  |
| 29                               | 7 de septiembre                  | Thuwunna, Rangún                   | Birmania                         | 1 – 1                            | Amistoso                                   |                                  |
| 2016                             |                                  |                                    |                                  |                                  |                                            |                                  |
| 30                               | 31 de mayo                       | Sir John Guise, Puerto Moresby     | Vanuatu                          | 5 – 0                            | Copa de las Naciones de la OFC 2016        | 1 (3)                            |
| 31                               | 4 de junio                       | Sir John Guise, Puerto Moresby     | Islas Salomón                    | 1 – 0                            | Copa de las Naciones de la OFC 2016        |                                  |
| 32                               | 8 de junio                       | Sir John Guise, Puerto Moresby     | Nueva Caledonia                  | 1 – 0                            | Copa de las Naciones de la OFC 2016        |                                  |
| 33                               | 11 de junio                      | Sir John Guise, Puerto Moresby     | Papúa Nueva Guinea               | 0 – 0                            | Copa de las Naciones de la OFC 2016        |                                  |
| 34                               | 8 de octubre                     | Nissan Stadium, Nashville          | México                           | 1 – 2                            | Amistoso                                   |                                  |
| 35                               | 11 de octubre                    | RFK Stadium, Washington D. C.      | Estados Unidos                   | 1 – 1                            | Amistoso                                   |                                  |
| 36                               | 12 de noviembre                  | North Harbour, Auckland            | Nueva Caledonia                  | 2 – 0                            | Clasificación para la Copa Mundial de 2018 |                                  |
| 37                               | 15 de noviembre                  | Stade Yoshida, Koné                | Nueva Caledonia                  | 0 – 0                            | Clasificación para la Copa Mundial de 2018 |                                  |
| 2017                             |                                  |                                    |                                  |                                  |                                            |                                  |
| 38                               | 2 de junio                       | Windsor Park, Belfast              | Irlanda del Norte                | 0 – 1                            | Amistoso                                   |                                  |
| 39                               | 12 de junio                      | Estadio Traktar, Minsk             | Bielorrusia                      | 0 – 1                            | Amistoso                                   |                                  |
| 40                               | 17 de junio                      | Zenit Arena, San Petersburgo       | Rusia                            | 0 – 2                            | Copa FIFA Confederaciones 2017             |                                  |
| 41                               | 21 de junio                      | Estadio Olímpico, Sochi            | México                           | 1 – 2                            | Copa FIFA Confederaciones 2017             |                                  |
| 42                               | 25 de junio                      | Zenit Arena, San Petersburgo       | Portugal                         | 0 – 4                            | Copa FIFA Confederaciones 2017             |                                  |
| 43                               | 1 de septiembre                  | North Harbour, Auckland            | Islas Salomón                    | 6 – 1                            | Clasificación para la Copa Mundial de 2018 | 1 (4)                            |
| 44                               | 5 de septiembre                  | Lawson Tama, Honiara               | Islas Salomón                    | 2 – 2                            | Clasificación para la Copa Mundial de 2018 |                                  |
| 45                               | 6 de octubre                     | Estadio Toyota, Nagoya             | Japón                            | 1 – 2                            | Amistoso                                   |                                  |
| 46                               | 11 de noviembre                  | Westpac Stadium, Wellington        | Perú                             | 0 – 0                            | Clasificación para la Copa Mundial de 2018 |                                  |
| 47                               | 15 de noviembre                  | Estadio Nacional, Lima             | Perú                             | 0 – 2                            | Clasificación para la Copa Mundial de 2018 |                                  |

## Palmarés

### Títulos nacionales
| Título   | Club                    | País      | Año     |
| -------- | ----------------------- | --------- | ------- |
| A-League | Brisbane Roar F. C.     | Australia | 2010-11 |
| A-League | Melbourne Victory F. C. | Australia | 2014-15 |
| FFA Cup  | Melbourne Victory F. C. | Australia | 2015    |
| A-League | Melbourne Victory F. C. | Australia | 2017-18 |
| A-League | Sydney F. C.            | Australia | 2019-20 |

### Títulos internacionales
| Título                         | Club                 | País               | Año  |
| ------------------------------ | -------------------- | ------------------ | ---- |
| Campeonato Sub-17 OFC          | Nueva Zelanda sub-17 | Polinesia Francesa | 2007 |
| Copa de las Naciones de la OFC | Nueva Zelanda        | Nueva Zelanda      | 2008 |
| Copa de las Naciones de la OFC | Nueva Zelanda        | Papúa Nueva Guinea | 2016 |
| Copa de las Naciones de la OFC | Nueva Zelanda        | Fiyi Vanuatu       | 2024 |

### Distinciones individuales
| Distinción                                     | Año     |
| ---------------------------------------------- | ------- |
| Máximo goleador - Campeonato Sub-20 de la OFC  | 2008    |
| Balón de Plata - Campeonato Sub-20 de la OFC   | 2008    |
| Medalla Mark Viduka                            | 2015    |
| Jugador del año de Huawei (Wellington Phoenix) | 2016-17 |